# WTA Tour 2025
Die WTA Tour 2025 ist der 55. Jahrgang der Damentennis-Turnierserie, die von der Women’s Tennis Association (WTA) ausgetragen wird. Der Kalender der WTA Tour 2025 umfasst die Grand-Slam-Turniere und den Billie Jean King Cup, organisiert von der  International Tennis Federation (ITF), die WTA-1000-Turniere, die WTA-500-Turniere, die WTA-250-Turniere, die Jahresendmeisterschaften (WTA Finals) und das Mannschaftsturnier United Cup (Kombiturnier mit der Association of Tennis Professionals (ATP)). Hier werden alle aufgeführt, da die Spitzenspielerinnen auch diese Turniere in der Regel spielen.

## Turnierplan
| Kategorie  |
| ---------- |
| Grand Slam |
| WTA Finals |
| WTA 1000   |
| WTA 500    |
| WTA 250    |

| Sonstige             |
| -------------------- |
| Billie Jean King Cup |

Erläuterungen

Die Zeichenfolge von z. B. 128E/96Q/64D/32M hat folgende Bedeutung:
- 128E = 128 Spieler spielen im Einzel
- 96Q = 96 Spieler spielen die Qualifikation im Einzel
- 64D = 64 Paarungen spielen im Doppel
- 32M = 32 Paarungen spielen im Mixed

TBD = To be defined (wird noch festgelegt)

### Januar
| Datum 1    | Turnier                                                                                              | Sieger(in)                         | Finalgegner(in)                       | Ergebnis         |
| ---------- | --- | ---------------------------------- | ------------------------------------- | ---------------- |
| 30.12.2024 | United Cup Sydney, Perth, Australien 11.170.000 US-$ Hartplatz – 18 Mannschaften                     | Vereinigte Staaten                 | Polen                                 | 2:0              |
| 30.12.2024 | Brisbane International Brisbane, Australien WTA 500 – 1.520.600 $ Hartplatz – 56E/24Q/24D            | Aryna Sabalenka                    | Polina Kudermetowa                    | 4:6, 6:3, 6:2    |
| 30.12.2024 | Brisbane International Brisbane, Australien WTA 500 – 1.520.600 $ Hartplatz – 56E/24Q/24D            | Mirra Andrejewa Diana Schneider    | Priscilla Hon Anna Kalinskaja         | 7:66, 7:5        |
| 30.12.2024 | ASB Classic Auckland, Neuseeland WTA 250 – 275.094 $ Hartplatz – 32E/24Q/16D                         | Clara Tauson                       | Naomi Ōsaka                           | 4:6, 0:0 Aufgabe |
| 30.12.2024 | ASB Classic Auckland, Neuseeland WTA 250 – 275.094 $ Hartplatz – 32E/24Q/16D                         | Jiang Xinyu Wu Fang-hsien          | Aleksandra Krunić Sabrina Santamaria  | 6:3, 6:4         |
| 06.01.     | Adelaide International Adelaide, Australien WTA 500 – 1.064.510 $ Hartplatz – 30E/24Q/16D            | Madison Keys                       | Jessica Pegula                        | 6:3, 4:6, 6:1    |
| 06.01.     | Adelaide International Adelaide, Australien WTA 500 – 1.064.510 $ Hartplatz – 30E/24Q/16D            | Guo Hanyu Alexandra Panowa         | Beatriz Haddad Maia Laura Siegemund   | 7:5, 6:4         |
| 06.01.     | Hobart International Hobart, Australien WTA 250 – 275.094 $ Hartplatz – 32E/24Q/16D                  | McCartney Kessler                  | Elise Mertens                         | 6:4, 3:6, 6:0    |
| 06.01.     | Hobart International Hobart, Australien WTA 250 – 275.094 $ Hartplatz – 32E/24Q/16D                  | Jiang Xinyu Wu Fang-hsien          | Monica Niculescu Fanny Stollár        | 6:1, 7:66        |
| 13.01.     | Australian Open Melbourne, Australien Grand Slam – 96,5 Millionen AU-$ Hartplatz – 128E/128Q/64D/32M | Madison Keys                       | Aryna Sabalenka                       | 6:3, 2:6, 7:5    |
| 13.01.     | Australian Open Melbourne, Australien Grand Slam – 96,5 Millionen AU-$ Hartplatz – 128E/128Q/64D/32M | Kateřina Siniaková Taylor Townsend | Hsieh Su-wei Jeļena Ostapenko         | 6:2, 6:74, 6:3   |
| 13.01.     | Australian Open Melbourne, Australien Grand Slam – 96,5 Millionen AU-$ Hartplatz – 128E/128Q/64D/32M | Olivia Gadecki John Peers          | Kimberly Birrell John-Patrick Smith   | 3:6, 6:4, [10:6] |
| 27.01.     | Upper Austria Ladies Linz Linz, Österreich WTA 500 – 1 Million € Hartplatz (Halle) – 28E/24Q/16D     | Jekaterina Alexandrowa             | Dajana Jastremska                     | 6:2, 3:6, 7:5    |
| 27.01.     | Upper Austria Ladies Linz Linz, Österreich WTA 500 – 1 Million € Hartplatz (Halle) – 28E/24Q/16D     | Tímea Babos Luisa Stefani          | Ljudmyla Kitschenok Nadija Kitschenok | 3:6, 7:5, [10:4] |
| 27.01.     | Singapore Tennis Open Singapur, Singapur WTA 250 – 275.094 $ Hartplatz – 32E/24Q/16D                 | Elise Mertens                      | Ann Li                                | 6:1, 6:4         |
| 27.01.     | Singapore Tennis Open Singapur, Singapur WTA 250 – 275.094 $ Hartplatz – 32E/24Q/16D                 | Desirae Krawczyk Giuliana Olmos    | Wang Xinyu Zheng Saisai               | 7:5, 6:0         |

### Februar
| Datum 1 | Turnier | Siegerin/nen                       | Finalgegnerin/nen                     | Ergebnis         |
| ------- | --- | ---------------------------------- | ------------------------------------- | ---------------- |
| 03.02.  | Mubadala Abu Dhabi Open Abu Dhabi, Vereinigte Arabische Emirate WTA 500 – 1.064.510 $ Hartplatz – 28E/24Q/16D           | Belinda Bencic                     | Ashlyn Krueger                        | 4:6, 6:1, 6:1    |
| 03.02.  | Mubadala Abu Dhabi Open Abu Dhabi, Vereinigte Arabische Emirate WTA 500 – 1.064.510 $ Hartplatz – 28E/24Q/16D           | Jeļena Ostapenko Ellen Perez       | Kristina Mladenovic Zhang Shuai       | 6:2, 6:1         |
| 03.02.  | Transylvania Open Cluj-Napoca, Rumänien WTA 250 – 267.082 $ Hartplatz – 32E/24Q/16D                                     | Anastassija Potapowa               | Lucia Bronzetti                       | 4:6, 6:1, 6:2    |
| 03.02.  | Transylvania Open Cluj-Napoca, Rumänien WTA 250 – 267.082 $ Hartplatz – 32E/24Q/16D                                     | Magali Kempen Anna Sisková         | Jaqueline Cristian Angelica Moratelli | 6:3, 6:1         |
| 10.02.  | Qatar TotalEnergies Open Doha, Katar WTA 1000 – 3.654.963 $ Hartplatz – 56E/32Q/28D                                     | Amanda Anisimova                   | Jeļena Ostapenko                      | 6:4, 6:3         |
| 10.02.  | Qatar TotalEnergies Open Doha, Katar WTA 1000 – 3.654.963 $ Hartplatz – 56E/32Q/28D                                     | Sara Errani Jasmine Paolini        | Jiang Xinyu Wu Fang-hsien             | 7:5, 7:610       |
| 17.02.  | Dubai Duty Free Tennis Championships Dubai, Vereinigte Arabische Emirate WTA 1000 – 3.654.963 $ Hartplatz – 56E/32Q/28D | Mirra Andrejewa                    | Clara Tauson                          | 7:61, 6:1        |
| 17.02.  | Dubai Duty Free Tennis Championships Dubai, Vereinigte Arabische Emirate WTA 1000 – 3.654.963 $ Hartplatz – 56E/32Q/28D | Kateřina Siniaková Taylor Townsend | Hsieh Su-wei Jeļena Ostapenko         | 7:65, 6:4        |
| 24.02.  | Mérida Open Akron Mérida, Mexiko WTA 500 – 1.064.510 $ Hartplatz – 28E/24Q/16D                                          | Emma Navarro                       | Emiliana Arango                       | 6:0, 6:0         |
| 24.02.  | Mérida Open Akron Mérida, Mexiko WTA 500 – 1.064.510 $ Hartplatz – 28E/24Q/16D                                          | Katarzyna Piter Mayar Sherif       | Anna Danilina Irina Chromatschowa     | 7:62, 7:5        |
| 24.02.  | ATX Open Austin, Vereinigte Staaten WTA 250 – 275.094 $ Hartplatz – 32E/24Q/16D                                         | Jessica Pegula                     | McCartney Kessler                     | 7:5, 6:2         |
| 24.02.  | ATX Open Austin, Vereinigte Staaten WTA 250 – 275.094 $ Hartplatz – 32E/24Q/16D                                         | Anna Blinkowa Yuan Yue             | McCartney Kessler Zhang Shuai         | 3:6, 6:1, [10:4] |

### März
| Datum 1 | Turnier                                                                                          | Siegerin/nen                       | Finalgegnerin/nen                  | Ergebnis          |
| ------- | ------------------------------------------------------------------------------------------------ | ---------------------------------- | ---------------------------------- | ----------------- |
| 03.03.  | BNP Paribas Open Indian Wells, Vereinigte Staaten WTA 1000 – 8.963.700 $ Hartplatz – 96E/48Q/32D | Mirra Andrejewa                    | Aryna Sabalenka                    | 2:6, 6:4, 6:3     |
| 03.03.  | BNP Paribas Open Indian Wells, Vereinigte Staaten WTA 1000 – 8.963.700 $ Hartplatz – 96E/48Q/32D | Asia Muhammad Demi Schuurs         | Tereza Mihalíková Olivia Nicholls  | 6:2, 7:64         |
| 17.03.  | Miami Open Miami, Vereinigte Staaten WTA 1000 – 8.963.700 $ Hartplatz – 96E/48Q/32D              | Aryna Sabalenka                    | Jessica Pegula                     | 7:5, 6:2          |
| 17.03.  | Miami Open Miami, Vereinigte Staaten WTA 1000 – 8.963.700 $ Hartplatz – 96E/48Q/32D              | Mirra Andrejewa Diana Schneider    | Cristina Bucșa Miyu Katō           | 6:3, 6:75, [10:2] |
| 31.03.  | Credit One Charleston Open Charleston, Vereinigte Staaten WTA 500 – $ Sandplatz – 48E/24Q/16D    | Jessica Pegula                     | Sofia Kenin                        | 6:3, 7:5          |
| 31.03.  | Credit One Charleston Open Charleston, Vereinigte Staaten WTA 500 – $ Sandplatz – 48E/24Q/16D    | Jeļena Ostapenko Erin Routliffe    | Caroline Dolehide Desirae Krawczyk | 6:4, 6:2          |
| 31.03.  | Copa Colsanitas Bogotá, Kolumbien WTA 250 – $ Sandplatz – 32E/24Q/16D                            | Camila Osorio                      | Katarzyna Kawa                     | 6:3, 6:3          |
| 31.03.  | Copa Colsanitas Bogotá, Kolumbien WTA 250 – $ Sandplatz – 32E/24Q/16D                            | Cristina Bucșa Sara Sorribes Tormo | Irina Bara Laura Pigossi           | 5:7, 6:2, [10:5]  |

### April
| Datum 1 | Turnier                                                                                                | Siegerin                             | Finalgegnerin                      | Ergebnis            |
| ------- | --- | ------------------------------------ | ---------------------------------- | ------------------- |
| 07.04.  | Billie Jean King Cup, Qualifikation                                                                    |                                      |                                    |                     |
| 14.04.  | Porsche Tennis Grand Prix Stuttgart, Deutschland WTA 500 – 1.064.510 $ Sandplatz (Halle) – 28E/16Q/14D | Jeļena Ostapenko                     | Aryna Sabalenka                    | 6:4, 6:1            |
| 14.04.  | Porsche Tennis Grand Prix Stuttgart, Deutschland WTA 500 – 1.064.510 $ Sandplatz (Halle) – 28E/16Q/14D | Gabriela Dabrowski Erin Routliffe    | Jekaterina Alexandrowa Zhang Shuai | 6:3, 6:3            |
| 14.04.  | Open Capfinances Rouen Métropole Rouen, Frankreich WTA 250 – 275.094 $ Sandplatz (Halle) – 32E/24Q/16D | Elina Switolina                      | Olga Danilović                     | 6:4, 7:68           |
| 14.04.  | Open Capfinances Rouen Métropole Rouen, Frankreich WTA 250 – 275.094 $ Sandplatz (Halle) – 32E/24Q/16D | Aleksandra Krunić Sabrina Santamaria | Irina Chromatschowa Linda Nosková  | 6:0, 6:4            |
| 21.04.  | Mutua Madrid Open Madrid, Spanien WTA 1000 – 7.854.000 € Sandplatz – 96E/48Q/32D                       | Aryna Sabalenka                      | Coco Gauff                         | 6:3, 7:63           |
| 21.04.  | Mutua Madrid Open Madrid, Spanien WTA 1000 – 7.854.000 € Sandplatz – 96E/48Q/32D                       | Sorana Cîrstea Anna Kalinskaja       | Weronika Kudermetowa Elise Mertens | 6:710, 6:2, [12:10] |

### Mai
| Datum 1 | Turnier                                                                                             | Sieger(in)                      | Finalgegner(in)                      | Ergebnis          |
| ------- | --------------------------------------------------------------------------------------------------- | ------------------------------- | ------------------------------------ | ----------------- |
| 05.05.  | Internazionali BNL d’Italia Rom, Italien WTA 1000 – 8.055.385 € Sandplatz – 96E/48Q/32D             | Jasmine Paolini                 | Coco Gauff                           | 6:4, 6:2          |
| 05.05.  | Internazionali BNL d’Italia Rom, Italien WTA 1000 – 8.055.385 € Sandplatz – 96E/48Q/32D             | Sara Errani Jasmine Paolini     | Weronika Kudermetowa Elise Mertens   | 6:4, 7:5          |
| 19.05.  | Internationaux de Strasbourg Straßburg, Frankreich WTA 500 – 925.661 € Sandplatz – 28E/16Q/16D      | Jelena Rybakina                 | Ljudmila Samsonowa                   | 6:1, 6:72, 6:1    |
| 19.05.  | Internationaux de Strasbourg Straßburg, Frankreich WTA 500 – 925.661 € Sandplatz – 28E/16Q/16D      | Tímea Babos Luisa Stefani       | Guo Hanyu Nicole Melichar-Martinez   | 6:3, 6:74, [10:7] |
| 19.05.  | Grand Prix SAR La Princesse Lalla Meryem Rabat, Marokko WTA 250 – 275.094 $ Sandplatz – 32E/16Q/16D | Maya Joint                      | Jaqueline Cristian                   | 6:3, 6:2          |
| 19.05.  | Grand Prix SAR La Princesse Lalla Meryem Rabat, Marokko WTA 250 – 275.094 $ Sandplatz – 32E/16Q/16D | Maya Joint Oksana Kalaschnikowa | Angelica Moratelli Camilla Rosatello | 6:3, 7:5          |
| 26.05.  | French Open Paris, Frankreich Grand Slam – 56.352.000 $ Sandplatz – 128E/128Q/64D/16M               | Coco Gauff                      | Aryna Sabalenka                      | 6:75, 6:2, 6:4    |
| 26.05.  | French Open Paris, Frankreich Grand Slam – 56.352.000 $ Sandplatz – 128E/128Q/64D/16M               | Sara Errani Jasmine Paolini     | Anna Danilina Aleksandra Krunić      | 6:4, 2:6, 6:1     |
| 26.05.  | French Open Paris, Frankreich Grand Slam – 56.352.000 $ Sandplatz – 128E/128Q/64D/16M               | Sara Errani Andrea Vavassori    | Taylor Townsend Evan King            | 6:4, 6:3          |

### Juni
| Datum 1 | Turnier                                                                                          | Sieger(in)                          | Finalgegner(in)                             | Ergebnis          |
| ------- | ------------------------------------------------------------------------------------------------ | ----------------------------------- | ------------------------------------------- | ----------------- |
| 09.06.  | HSBC Championships London, Vereinigtes Königreich WTA 500 – 1.415.000 $ Rasen – 28E/24Q/16D      | Tatjana Maria                       | Amanda Anisimova                            | 6:3, 6:4          |
| 09.06.  | HSBC Championships London, Vereinigtes Königreich WTA 500 – 1.415.000 $ Rasen – 28E/24Q/16D      | Asia Muhammad Demi Schuurs          | Anna Danilina Diana Schneider               | 7:5, 6:73, [10:4] |
| 09.06.  | Libéma Open ’s-Hertogenbosch, Niederlande WTA 250 – 239.212 € Rasen – 32E/24Q/16D                | Elise Mertens                       | Elena-Gabriela Ruse                         | 6:3, 7:64         |
| 09.06.  | Libéma Open ’s-Hertogenbosch, Niederlande WTA 250 – 239.212 € Rasen – 32E/24Q/16D                | Irina Chromatschowa Fanny Stollár   | Nicole Melichar-Martinez Ljudmila Samsonowa | 7:5, 6:3          |
| 16.06.  | Berlin Tennis Open Berlin, Deutschland WTA 500 – 925.661 € Rasen – 28E/24Q/16D                   | Markéta Vondroušová                 | Wang Xinyu                                  | 7:610, 4:6, 6:2   |
| 16.06.  | Berlin Tennis Open Berlin, Deutschland WTA 500 – 925.661 € Rasen – 28E/24Q/16D                   | Tereza Mihalíková Olivia Nicholls   | Sara Errani Jasmine Paolini                 | 6:4, 2:6, [10:6]  |
| 16.06.  | Lexus Nottingham Open Nottingham, Vereinigtes Königreich WTA 250 – 275.094 $ Rasen – 32E/24Q/16D | McCartney Kessler                   | Dajana Jastremska                           | 6:4, 7:5          |
| 16.06.  | Lexus Nottingham Open Nottingham, Vereinigtes Königreich WTA 250 – 275.094 $ Rasen – 32E/24Q/16D | Beatriz Haddad Maia Laura Siegemund | Anna Danilina Ena Shibahara                 | 6:3, 6:2          |
| 23.06.  | Bad Homburg Open Bad Homburg, Deutschland WTA 500 – 1.064.510 € Rasen – 28E/16Q/16D              | Jessica Pegula                      | Iga Świątek                                 | 6:4, 7:5          |
| 23.06.  | Bad Homburg Open Bad Homburg, Deutschland WTA 500 – 1.064.510 € Rasen – 28E/16Q/16D              | Guo Hanyu Alexandra Panowa          | Ljudmyla Kitschenok Ellen Perez             | 4:6, 7:64, [10:5] |
| 23.06.  | Lexus Eastbourne Open Eastbourne, Vereinigtes Königreich WTA 250 – 389.000 $ Rasen – 32E/24Q/16D | Maya Joint                          | Alexandra Eala                              | 6:4, 1:6, 7:610   |
| 23.06.  | Lexus Eastbourne Open Eastbourne, Vereinigtes Königreich WTA 250 – 389.000 $ Rasen – 32E/24Q/16D | Marie Bouzková Anna Danilina        | Hsieh Su-wei Maya Joint                     | 6:4, 7:5          |
| 30.06.  | Wimbledon Championships London, Vereinigtes Königreich Grand Slam – $ Rasen – 128E/128Q/64D/32M  | Iga Świątek                         | Amanda Anisimova                            | 6:0, 6:0          |
| 30.06.  | Wimbledon Championships London, Vereinigtes Königreich Grand Slam – $ Rasen – 128E/128Q/64D/32M  | Weronika Kudermetowa Elise Mertens  | Hsieh Su-wei Jeļena Ostapenko               | 3:6, 6:2, 6:4     |
| 30.06.  | Wimbledon Championships London, Vereinigtes Königreich Grand Slam – $ Rasen – 128E/128Q/64D/32M  | Sem Verbeek Kateřina Siniaková      | Joe Salisbury Luisa Stefani                 | 7:63, 7:63        |

### Juli
| Datum 1 | Turnier                                                                                                  | Siegerin                          | Finalgegnerin                 | Ergebnis          |
| ------- | --- | --------------------------------- | ----------------------------- | ----------------- |
| 14.07.  | UniCredit Iași Open Iași, Rumänien WTA 250 – 239.212 € Sandplatz – 32E/24Q/16D                           | Irina-Camelia Begu                | Jil Teichmann                 | 6:0, 7:5          |
| 14.07.  | UniCredit Iași Open Iași, Rumänien WTA 250 – 239.212 € Sandplatz – 32E/24Q/16D                           | Veronika Erjavec Panna Udvardy    | María Carlé Simona Waltert    | 7:5, 6:3          |
| 14.07.  | Hamburg Ladies Open Hamburg, Deutschland WTA 250 – 275.094 € Sandplatz – 32E/24Q/16D                     | Loïs Boisson                      | Anna Bondár                   | 7:5, 6:3          |
| 14.07.  | Hamburg Ladies Open Hamburg, Deutschland WTA 250 – 275.094 € Sandplatz – 32E/24Q/16D                     | Nadija Kitschenok Makoto Ninomiya | Anna Bondár Arantxa Rus       | 6:4, 3:6, [11:9]  |
| 21.07.  | Mubadala Citi DC Open Washington, D.C., Vereinigte Staaten WTA 500 – 1.282.951 $ Hartplatz – 28E/16Q/16D | Leylah Fernandez                  | Anna Kalinskaja               | 6:1, 6:2          |
| 21.07.  | Mubadala Citi DC Open Washington, D.C., Vereinigte Staaten WTA 500 – 1.282.951 $ Hartplatz – 28E/16Q/16D | Taylor Townsend Zhang Shuai       | Caroline Dolehide Sofia Kenin | 6:1, 6:1          |
| 21.07.  | Prague Open Prag, Tschechien WTA 250 – 275.094 $ Hartplatz – 32E/24Q/16D                                 | Marie Bouzková                    | Linda Nosková                 | 2:6, 6:1, 6:3     |
| 21.07.  | Prague Open Prag, Tschechien WTA 250 – 275.094 $ Hartplatz – 32E/24Q/16D                                 | Nadija Kitschenok Makoto Ninomiya | Lucie Havlíčková Laura Samson | 1:6, 6:4, [10:7]  |
| 28.07.  | National Bank Open Montreal, Kanada WTA 1000 – 5.152.599 $ Hartplatz – 96E/32Q/32D                       | Victoria Mboko                    | Naomi Ōsaka                   | 2:6, 6:4, 6:1     |
| 28.07.  | National Bank Open Montreal, Kanada WTA 1000 – 5.152.599 $ Hartplatz – 96E/32Q/32D                       | Coco Gauff McCartney Kessler      | Taylor Townsend Zhang Shuai   | 6:4, 1:6, [13:11] |

### August
| Datum 1 | Turnier                                                                                       | Sieger(in)                        | Finalgegner(in)            | Ergebnis |
| ------- | --------------------------------------------------------------------------------------------- | --------------------------------- | -------------------------- | -------- |
| 04.08.  | Cincinnati Open Cincinnati, Vereinigte Staaten WTA 1000 – 5.152.599 $ Hartplatz – 96E/48Q/32D | Iga Świątek                       | Jasmine Paolini            | 7:5, 6:4 |
| 04.08.  | Cincinnati Open Cincinnati, Vereinigte Staaten WTA 1000 – 5.152.599 $ Hartplatz – 96E/48Q/32D | Gabriela Dabrowski Erin Routliffe | Guo Hanyu Alexandra Panowa | 6:4, 6:3 |
| 18.08.  | Abierto GNP Seguros Monterrey, Mexiko WTA 500 – $ Hartplatz – ??E/??Q/??D                     |                                   |                            |          |
| 18.08.  | Abierto GNP Seguros Monterrey, Mexiko WTA 500 – $ Hartplatz – ??E/??Q/??D                     |                                   |                            |          |
| 18.08.  | Tennis in the Land Cleveland, Vereinigte Staaten WTA 250 – $ Hartplatz – ??E/??Q/??D          |                                   |                            |          |
| 18.08.  |                                                                                               |                                   |                            |          |
| 26.08.  | US Open New York City, Vereinigte Staaten Grand Slam – $ Hartplatz – 128E/128Q/64D/32         |                                   |                            |          |
| 26.08.  | US Open New York City, Vereinigte Staaten Grand Slam – $ Hartplatz – 128E/128Q/64D/32         |                                   |                            |          |
| 26.08.  | US Open New York City, Vereinigte Staaten Grand Slam – $ Hartplatz – 128E/128Q/64D/32         |                                   |                            |          |

### September
| Datum 1 | Turnier                                                                        | Siegerin | Finalgegnerin | Ergebnis |
| ------- | ------------------------------------------------------------------------------ | -------- | ------------- | -------- |
| 08.09.  | Guadalajara Open Akron Guadalajara, Mexiko WTA 500 – $ Hartplatz – ??E/??Q/??D |          |               |          |
| 08.09.  | Guadalajara Open Akron Guadalajara, Mexiko WTA 500 – $ Hartplatz – ??E/??Q/??D |          |               |          |
| 08.09.  | SP Open São Paulo, Brasilien WTA 250 – $ Hartplatz – ??E/??Q/??D               |          |               |          |
| 08.09.  |                                                                                |          |               |          |
| 15.09.  | Korea Open Seoul, Südkorea WTA 500 – $ Hartplatz – ??E/??Q/??D                 |          |               |          |
| 15.09.  | Korea Open Seoul, Südkorea WTA 500 – $ Hartplatz – ??E/??Q/??D                 |          |               |          |
| 15.09.  | Billie Jean King Cup, Finale                                                   |          |               |          |
| 22.09.  | China Open Peking, China WTA 1000 – $ Hartplatz – 60E/32Q/28D                  |          |               |          |
| 22.09.  | China Open Peking, China WTA 1000 – $ Hartplatz – 60E/32Q/28D                  |          |               |          |

### Oktober
| Datum 1 | Turnier                                                                                  | Siegerin | Finalgegnerin | Ergebnis |
| ------- | ---------------------------------------------------------------------------------------- | -------- | ------------- | -------- |
| 06.10.  | Wuhan Open Wuhan, China WTA 1000 – $ Hartplatz – ??E/??Q/??D                             |          |               |          |
| 06.10.  | Wuhan Open Wuhan, China WTA 1000 – $ Hartplatz – ??E/??Q/??D                             |          |               |          |
| 13.10.  | Ningbo Open Ningbo, China WTA 500 – $ Hartplatz – ??E/??Q/??D                            |          |               |          |
| 13.10.  | Ningbo Open Ningbo, China WTA 500 – $ Hartplatz – ??E/??Q/??D                            |          |               |          |
| 13.10.  | Kinoshita Group Japan Open Osaka, Japan WTA 250 – $ Hartplatz – ??E/??Q/??D              |          |               |          |
| 13.10.  |                                                                                          |          |               |          |
| 20.10.  | Torray Pan Pacific Open Tennis Tokio, Japan WTA 500 – $ Hartplatz – ??E/??Q/??D          |          |               |          |
| 20.10.  | Torray Pan Pacific Open Tennis Tokio, Japan WTA 500 – $ Hartplatz – ??E/??Q/??D          |          |               |          |
| 20.10.  | Galaxy Holding Group Guangzhou Open Guangzhou, China WTA 250 – $ Hartplatz – ??E/??Q/??D |          |               |          |
| 20.10.  |                                                                                          |          |               |          |
| 27.10.  | Jiangxi Open Jiujiang, China WTA 250 – $ Hartplatz – ??E/??Q/??D                         |          |               |          |
| 27.10.  | Jiangxi Open Jiujiang, China WTA 250 – $ Hartplatz – ??E/??Q/??D                         |          |               |          |
| 27.10.  | Hong Kong Tennis Open Hongkong, China WTA 250 – $ Hartplatz – ??E/??Q/??D                |          |               |          |
| 27.10.  |                                                                                          |          |               |          |
| 27.10.  | Chennai Open Chennai, Indien WTA 250 – $ Hartplatz – 32E/??Q/?16D                        |          |               |          |
| 27.10.  |                                                                                          |          |               |          |

### November
| Datum 1 | Turnier                                                                     | Siegerin | Finalgegnerin | Ergebnis |
| ------- | --------------------------------------------------------------------------- | -------- | ------------- | -------- |
| 03.11.  | WTA Finals Riad, Saudi-Arabien Jahresendveranstaltung – $ Hartplatz – 8E/8D |          |               |          |
| 03.11.  | WTA Finals Riad, Saudi-Arabien Jahresendveranstaltung – $ Hartplatz – 8E/8D |          |               |          |

## Weltranglistenpunkte
Abhängig von der erreichten Runde erhalten die Spielerinnen folgende Punkte für die WTA-Weltrangliste:
Erläuterungen

Die Zeichenfolge von z. B. 128E/96Q/64D/32M hat folgende Bedeutung:
- 128E = 128 Spieler spielen im Einzel
- 96Q = 96 Spieler spielen die Qualifikation im Einzel
- 64D = 64 Paarungen spielen im Doppel
- 32M = 32 Paarungen spielen im Mixed

TBD = To be defined (wird noch festgelegt)
| Turnierkategorie         | S     | F     | HF   | VF                                                      | AF                                                      | R32                                                     | R64                                                     | R128                                                    | Q                                                       | Q3                                                      | Q2                                                      | Q1                                                      |
| ------------------------ | ----- | ----- | ---- | ------------------------------------------------------- | ------------------------------------------------------- | ------------------------------------------------------- | ------------------------------------------------------- | ------------------------------------------------------- | ------------------------------------------------------- | ------------------------------------------------------- | ------------------------------------------------------- | ------------------------------------------------------- |
| Grand Slam (E)           | 2000  | 1300  | 780  | 430                                                     | 240                                                     | 130                                                     | 70                                                      | 10                                                      | 40                                                      | 30                                                      | 20                                                      | 2                                                       |
| Grand Slam (D)           | 2000  | 1300  | 780  | 430                                                     | 240                                                     | 130                                                     | 10                                                      | –                                                       | –                                                       | –                                                       | –                                                       | –                                                       |
| WTA Finals (E, D)        | 1500* | 1080* | 750* | (+125 pro Round-Robin-Spiel; +125 pro Round-Robin-Sieg) | (+125 pro Round-Robin-Spiel; +125 pro Round-Robin-Sieg) | (+125 pro Round-Robin-Spiel; +125 pro Round-Robin-Sieg) | (+125 pro Round-Robin-Spiel; +125 pro Round-Robin-Sieg) | (+125 pro Round-Robin-Spiel; +125 pro Round-Robin-Sieg) | (+125 pro Round-Robin-Spiel; +125 pro Round-Robin-Sieg) | (+125 pro Round-Robin-Spiel; +125 pro Round-Robin-Sieg) | (+125 pro Round-Robin-Spiel; +125 pro Round-Robin-Sieg) | (+125 pro Round-Robin-Spiel; +125 pro Round-Robin-Sieg) |
| WTA 1000 (96E, 48Q)      | 1000  | 650   | 390  | 215                                                     | 120                                                     | 65                                                      | 35                                                      | 10                                                      | 30                                                      | –                                                       | 20                                                      | 2                                                       |
| WTA 1000 (56E, 32Q)      | 1000  | 650   | 390  | 215                                                     | 120                                                     | 65                                                      | 10                                                      | –                                                       | 30                                                      | –                                                       | 20                                                      | 2                                                       |
| WTA 1000 (28/32D)        | 1000  | 650   | 390  | 215                                                     | 120                                                     | 10                                                      | –                                                       | –                                                       | –                                                       | –                                                       | –                                                       | –                                                       |
| WTA 500 (48E, 24Q)       | 500   | 325   | 195  | 108                                                     | 60                                                      | 32                                                      | 1                                                       | –                                                       | 25                                                      | –                                                       | 13                                                      | 1                                                       |
| WTA 500 (28/30E, 16/24Q) | 500   | 325   | 195  | 108                                                     | 60                                                      | 1                                                       | –                                                       | –                                                       | 25                                                      | –                                                       | 13                                                      | 1                                                       |
| WTA 500 (24D)            | 500   | 325   | 195  | 108                                                     | 60                                                      | 1                                                       | –                                                       | –                                                       | –                                                       | –                                                       | –                                                       | –                                                       |
| WTA 500 (16D)            | 500   | 325   | 195  | 108                                                     | 1                                                       | –                                                       | –                                                       | –                                                       | –                                                       | –                                                       | –                                                       | –                                                       |
| WTA 250 (32E, 24/16Q)    | 250   | 163   | 98   | 54                                                      | 30                                                      | 1                                                       | –                                                       | –                                                       | 18                                                      | –                                                       | 12                                                      | 1                                                       |
| WTA 250 (16D)            | 250   | 163   | 98   | 54                                                      | 1                                                       | –                                                       | –                                                       | –                                                       | –                                                       | –                                                       | –                                                       | –                                                       |

- E = Einzelspielerin, D = Doppelspielerin, Q = Qualifikationsspielerin

 Sonderregelung United Cup 
| WTA 500 (United Cup)                       |          |           |           |           |            |             |          |
| Punkte pro Sieg gegen Gegnerin mit Ranking |          |           |           |           |            |             |          |
| Runde                                      | Nr. 1–10 | Nr. 11–20 | Nr. 21–30 | Nr. 31–50 | Nr. 51–100 | Nr. 101–250 | Nr. 251+ |
| Finale                                     | 180      | 140       | 120       | 90        | 60         | 40          | 35       |
| Halbfinale                                 | 130      | 105       | 90        | 60        | 40         | 35          | 25       |
| Viertelfinale                              | 80       | 65        | 55        | 40        | 35         | 25          | 15       |
| Gruppenphase                               | 55       | 45        | 40        | 35        | 25         | 20          | 15       |

- Gemäß WTA-Regeln erhält die Siegerin bei allen fünf gewonnenen Begegnungen 500 Punkte. Bei 4 gewonnenen Begegnungen erhält die Spielerin mindestens 375 Punkte.

## Rücktritte
- Simona Halep – Februar 2025
- Ysaline Bonaventure – März 2025[3]
- Yanina Wickmayer – Juli 2025[4]
- Eugenie Bouchard – Juli 2025[5]
- Petra Kvitová – August / September 2025[6]
- Caroline Garcia – Saisonende 2025